# Магелланов туко-туко
Магелланов туко-туко или магелланский туко-туко (лат. Ctenomys magellanicus) — вид южноамериканских грызунов, из семейства тукотуковых.

## Внешний вид
Длина тела 20 см, хвоста — 7 см. Голова короткая с притупленным рылом, маленькими глазами и маленькими ушами, почти скрытыми под шерстью; шея короткая и толстая; неуклюжее, толстое туловище опирается на короткие ноги. Хвост короткий и притупленный, чешуйчатый и покрытый шерстью. Пальцев на передних и задних конечностях по 5. Шерсть короткая, прилегающая, буровато-серая с желтым отливом; подбородок и горло желтого цвета, ноги и хвост белого.

## Образ жизни и поведение
Роет норы и ведет преимущественно ночной образ жизни. В высшей степени неповоротливое животное. Издает своеобразные звуки, по которым и получил своё название.

## Распространение и места обитания
Водится в изобилии в сухих, бесплодных равнинах Патагонии.